# Mischarytera macrobotrys
Mischarytera macrobotrys là một loài thực vật]] thuộc họ Sapindaceae. Loài này có ở Úc (Queensland) và Papua New Guinea.